# Cratere Banh
Banh  è un cratere sulla superficie di Marte.